# Ermir Lenjani
Ermir Limon Lenjani (ur. 5 sierpnia 1989 w Prisztinie) – albański piłkarz grający na pozycji pomocnika, członek reprezentacji Albanii.

## Życiorys

### Kariera klubowa
Karierę piłkarską rozpoczął w FC Tössfeld, z którego trafił do FC Winterthur. W 2009 został włączony do pierwszego zespołu ze Swiss Challenge League. W maju 2010 został wypożyczony do Grasshopper. W styczniu 2013 trafił do szwajcarskiego klubu FC Sankt Gallen ze Swiss Super League. W klubie zadebiutował 16 lutego 2013 na stadionie Stade Tourbillon (Sion, Szwajcaria) w meczu z FC Sion. W styczniu 2015 podpisał dwuipółletni kontrakt z francuską drużyną Stade Rennais z Ligue 1. W sierpniu tegoż roku został wypożyczony do FC Nantes.
26 lipca 2017 podpisał trzyletni kontrakt z FC Sion. 20 marca 2020 dostał wypowiedzenie umowy ze skutkiem natychmiastowym wraz z ośmioma innymi piłkarzami: Alexem Songiem, Xavierem Kouassi, Mickaëlem Facchinetti, Biramą Ndoye, Johanem Djourou, Pajtim Kasami, Seydou Doumbia i Christianem Zockiem.

### Kariera reprezentacyjna
W styczniu 2013 wyraził chęć gry dla reprezentacji Albanii. W sierpniu 2013 został po raz pierwszy powołany do kadry na mecz z Armenią, ale ostatecznie w spotkaniu tym nie wystąpił, gdyż nie posiadał jeszcze albańskiego obywatelstwa. Uzyskał je dopiero 8 października 2013. W reprezentacji zadebiutował 15 listopada 2013 w zremisowanym 0:0 meczu z Białorusią. W czerwcu 2016 znalazł się w grupie 23 zawodników powołanych na Euro 2016.